# Brunelleschijevo razpelo
Brunelleschijevo razpelo  je večbarvno poslikana lesena skulptura italijanskega umetnika Filippa Brunelleschija, narejena iz hruškovega lesa okoli 1410-1415 in je od leta 1572 razstavljena v kapeli Gondi v cerkvi Santa Maria Novella v Firencah. Ta idealizirana upodobitev Jezusovega križanja meri okoli 170 cm × 170 cm. To je edina ohranjena lesena Brunelleschijeva skulptura: drug znan primer, lesena skulptura Marije Magdalene v cerkvi Santo Spirito, je bila uničena v požaru leta 1471. V svoji knjigi iz leta 2002, Masaccio e le origini del Rinascimento, je umetnostni zgodovinar Luciano Bellosi Brunelleschijevo razpelo opisal kot »verjetno prvo renesančno delo v zgodovini umetnosti« (probabilmente, la prima opera rinascimentale della storia dell'arte), ki predstavlja dokončen odmik od stiliziranih postav gotskega kiparstva in vrnitev k naturalizmu klasičnega kiparstva.
Po mnenju Giorgia Vasarija je bila skulptura Brunelleschijev odgovor na podobno polikromirano leseno razpelo, ki ga je naredil Donatello za cerkev sv. Križa, prav tako v Firencah, okoli 1406-1408. Brunelleschi je kritiziral Donatellovo razpelo zaradi njegove močne muskulature in neprečiščenih proporcev rekoč, da je Donatello postavil un contadino in croce (kmet na križu). Brunelleschi je izdelal svoje razpelo, potem ko je sprejel Donatellov izziv, da bi bil boljši.
Površinsko podoben Donatellovi upodobitvi Kristusa na križu je Brunelleschijev subjekt bolj idealiziran, lažji in z boljšimi proporci. Tako kot Donatello si tudi Brunelleschi sposodi Kristusovo pozo s 5 m visokega Giottovega naslikanega razpela, obešenega v ladji Santa Maria Novella, vendar Brunelleschi figuri daje dinamičen zasuk v levo. Osrednja figura Jezusa je prav tako zasnovana na podlagi študij telesa, vendar skrbno izmerjena, da ustvari popolno anatomijo. V skladu s proporci idealnega Vitruvijevega človeka se razpon Kristusovih rok popolnoma ujema z njegovo višino, s popkom v središču telesa.
Prejšnje skulpture križanj, vključno z Donatellovim, so običajno vključevale izrezljane ledji predpasnik. Hruškov les Brunelleschijeve skulpture je imel na tem mestu radialne razpoke, ki jih je prikril s togo laneno prevleko, ni pa izklesal Kristusovih genitalij pod njim. Praksa kiparjenja Jezusa golega, vendar brez genitalij, je postala običajna v 15. stoletju, čeprav je Michelangelovo Razpelo v Santo Spiritu iz leta 1492 izjema.
Ne glede na to ali je bila narejena kot odgovor na Donatellov izziv ali ne, se zdi, da skulptura ni bila izdelana za izpolnjevanje določenega naročila, saj je dokončana umetnina ostala v Brunelleschijevi delavnici do leta 1445, leto pred njegovo smrtjo, ko jo je umetnik podaril dominikanskim bratom Santa Maria Novella. Sprva je bila nameščena na pilastru med kapelo Filippa Strozzija in kapelo Bardi, vendar je bil leta 1572 prestavljena v kapelo Gondi.
Večkrat je bil restavrirana, leta 2012 pa je bila razstavljena ob prejšnjem lesenem Donatellovem razpelu in kasnejšem Michelangelovem razpelu.

## Galerija
- Brunelleschijevo razpelo leta  1975
- Razstavljeno leta 2012 (desno), poleg Michelangelovega razpela (na sredini) in Donatellovega razpela (levo).
- Pogled od zadaj z razstave 2012
- Prikazan v kapeli levo od glavnega oltarja v Santa Maria Novella
- Giottovo naslikano Razpelo z Madono in Janezom Evangelistom, ki visi v ladji v Santa Maria Novella